# Japanagromyza involuta
Japanagromyza involuta är en tvåvingeart som beskrevs av Spencer 1977. Japanagromyza involuta ingår i släktet Japanagromyza och familjen minerarflugor. Inga underarter finns listade i Catalogue of Life.